# Путилов, Савелий Михайлович
Савелий Михайлович Путилов (5 декабря 1900 года, дер. Неукладица, Никольский уезд, Вологодская губерния — 6 января 1975 года, Москва) — советский военный деятель, генерал-майор (20 декабря 1943 года).

## Начальная биография
Савелий Михайлович Путилов родился 5 декабря 1900 года в деревне Неукладица Никольского уезда Вологодской губернии.

## Военная служба

### Гражданская война
22 апреля 1919 года призван в ряды РККА и направлен красноармейцем в 154-й стрелковый полк (18-я стрелковая дивизия), после чего принимал участие в боевых действиях на архангельском направлении. Весной 1920 года дивизия была передислоцирована на Западный фронт, после чего участвовала в боевых действиях в районе городов Глубокое, Молодечно и Лида во время советско-польской войны. В середине августа 1920 года С. М. Путилов попал в польский плен.

### Межвоенное время
В июле 1921 года вернулся из плена по обмену военнопленными, после чего направлен на учёбу на 56-е Черниговские пехотные курсы, которые в июне 1922 года влились в состав 5-й пехотной Киевской школы комсостава, после окончания которой в сентябре 1924 года назначен на должность командира взвода в составе 295-го стрелкового полка (99-я стрелковая дивизия, Украинский военный округ).
В декабре 1926 года С. М. Путилов уволен в запас по болезни, после чего работал в Черкассах торговым агентом, председателем месткома, заведующим центральным складом и директором хлебозавода.
В марте 1932 года повторно призван в ряды РККА и направлен в 70-й стрелковый полк (24-я стрелковая дивизия), дислоцированный в Виннице, в составе которого служил на должностях командира взвода и роты, состоял для поручений при помощнике командира полка по хозяйственной части, и политрука роты. С октября 1935 года исполнял должность инспектора по военно-хозяйственному снабжению при штабе 24-й стрелковой дивизии, однако в марте 1936 года вернулся в 70-й стрелковый полк, где служил на должностях начальника штаба и командира батальона. В ноябре 1937 года 24-я стрелковая дивизия была передислоцирована в Ленинградский военный округ, где в 1939 году 70-й стрелковый полк был переименован в 7-й. Находясь на должностях помощника командира по строевой части, а с марта 1940 года — начальника штаба полка, С. М. Путилов принимал принимал участие в боевых действиях в ходе Советско-финской войны. Весной 1940 года на основе частей 24-й стрелковой дивизии была сформирована 8-я стрелковая бригада с дислокацией на полуострове Ханко, в составе которой капитан С. М. Путилов назначен на должность начальника штаба 335-го стрелкового полка.

### Великая Отечественная война
С началом войны находился находился на прежней должности. 8-я стрелковая бригада принимала участие в оборонительных боевых действиях на полуострове Ханко и в декабре 1941 года была эвакуирована морским транспортом в Ленинград, после чего находилась в подчинении командующего войсками Ленинградского фронта и в марте 1942 года преобразована в 136-ю стрелковую дивизию, в составе которой подполковник С. М. Путилов назначен на должность командира 270-го стрелкового полка, который принимал участие по форсированию Невы и боевых действиях на Ивановском пятачке, на котором понёс потери и выведен в резерв.
В ноябре 1942 года полковник С. М. Путилов назначен на должность заместителя командира по строевой части 136-й стрелковой дивизии, которая в январе 1943 года принимала участие в операции «Искра» по прорыву блокады Ленинграда и 18 января соединилась с частями 18-й стрелковой дивизии (2-я ударная армия, Волховский фронт) в районе рабочего посёлка № 5.
17 февраля 1943 года назначен на должность командира 45-й гвардейской стрелковой дивизии, которая вскоре принимала участие в ходе Мгинской, Красносельско-Ропшинской, Выборгской и Таллинской наступательных операций.
В декабре 1944 года генерал-майор С. М. Путилов направлен на учёбу на ускоренный курс при Высшей военной академии имени К. Е. Ворошилова.

Могила Путилова на Востряковском кладбище Москвы.

### Послевоенная карьера
В январе 1946 года окончил ускоренный курс и вновь назначен на должность командира 45-й гвардейской стрелковой дивизии (Ленинградский военный округ), в июле 1947 года — на должность начальника Управления боевой и физической подготовки Ленинградского военного округа, в марте 1950 года — на должность заместителя командира 22-го стрелкового корпуса (Закавказский военный округ), в декабре 1952 года — на должность начальника Объединённых курсов усовершенствования офицерского состава Закавказского военного округа, а в декабре 1956 года — на должность начальника Закавказских межокружных курсов переподготовки офицеров запаса.
Генерал-майор Савелий Михайлович Путилов 30 сентября 1959 года вышел в запас. Умер 6 января 1975 года в Москве. Похоронен на Востряковском кладбище.

## Награды
- Два ордена Ленина (22.06.1944, 17.05.1951);
- Четыре ордена Красного Знамени (20.12.1941, 10.02.1943, 03.11.1944, 30.12.1956);
- Орден Суворова 2 степени (21.02.1944);
- Орден Александра Невского (05.10.1944);
- Орден Отечественной войны 1 степени (24.09.1943);
- Медали.